# Rotštejn
Rotštejn – ruiny skalnego zamku, zlokalizowane w Czechach na wschód od Turnova, w pobliżu wsi Klokočí (powiat Semily), w obrębie Klokočskích skał.

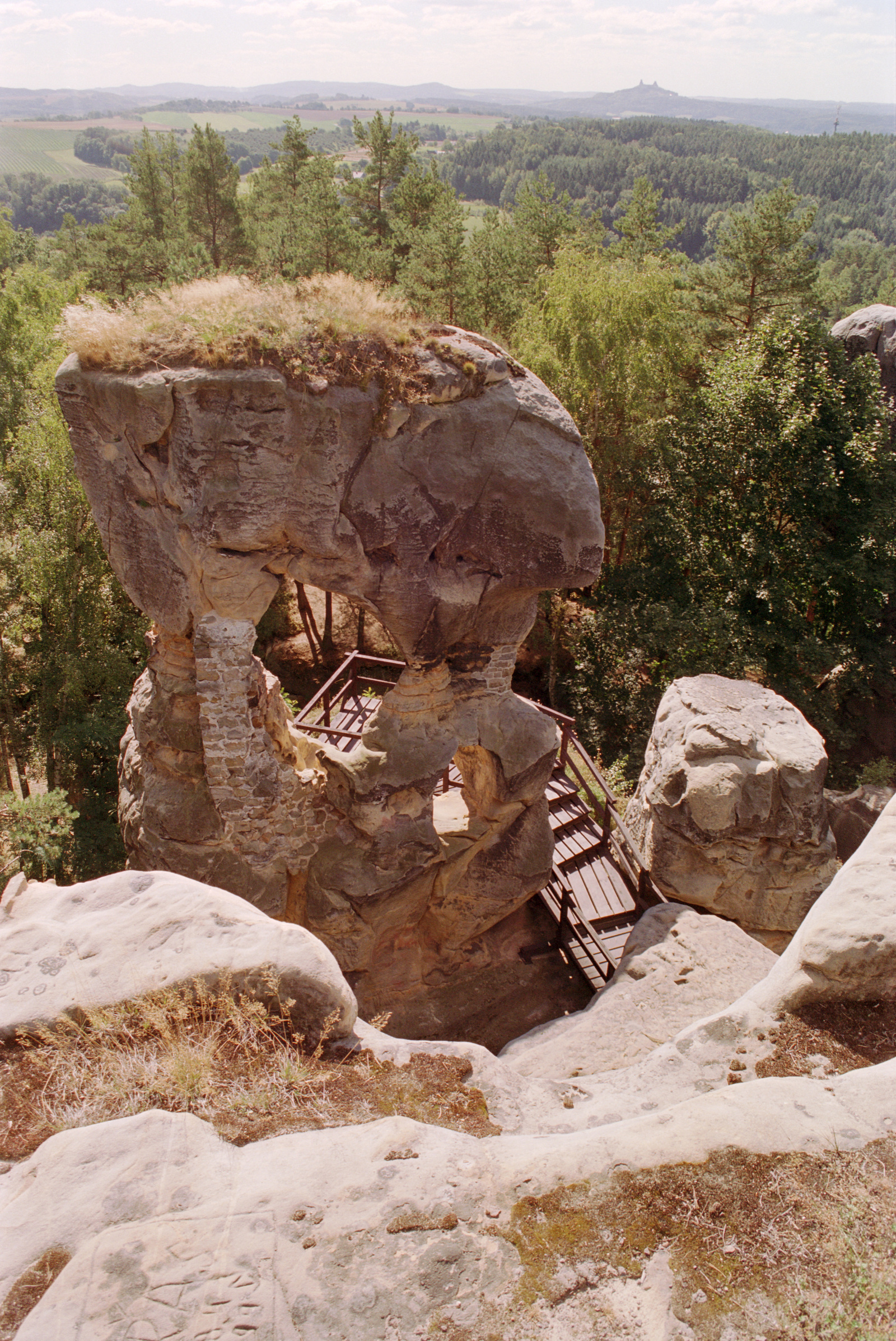
Widok ogólny (w tle Trosky)

Zamek w końcu XIII wieku postawił Vok z Hruštic (potem mianował się z Rotštejna). Jego syn, także Vok, pokłócił się z ojcem o majątek, w wyniku czego doszło do poważnych starć zbrojnych, zakończonych spaleniem zamku i kilku okolicznych wsi. Potomkowie Voka posiadali zamek aż do początku XV wieku, kiedy to obiekt zakupił Ondřej Paldra z Vařin. Od tego czasu zamek stał się katolickim ośrodkiem wsparcia króla Zygmunta Luksemburskiego. Husyci urządzali zbrojne wycieczki w te rejony, aż w 1424 zdobyli i wypalili Rotštejn. Okres husycki był dla zamku schyłkowy. W 1439 właściciele przenieśli się do wsi Klokočí i w zasadzie zamek popadł w zapomnienie. W 1514 wymieniany jest jako pusty. Zainteresowanie obiektem wróciło w dobie romantyzmu, kiedy to stał się celem wycieczek.
Pierwotny zamek był w całości drewniany (niewielkie pozostałości dochowały się do dziś). Zwiedzać można też wykute w skale chodniki, głęboką studnię, pozostałości palenisk i murów. Z zamkiem związane są liczne legendy, m.in. o ukrytych wśród skał skarbach. Ruiny są uprzystępnione dla turystów, zbudowano tutaj m.in. drewniane platformy widokowe. Przy dobrej pogodzie widoczne są ruiny zamku Trosky. Obiekt jest celem popularnych wycieczek z Turnova.